# Een kusje voor Kleine Beer
Een kusje voor Kleine Beer is een kinderboek van de Deense-Amerikaanse schrijfster Else Holmelund Minarik, dat verscheen in 1968. Het boek maakt deel uit van een serie over  Kleine Beer waarvan het eerste deel verscheen in 1957. De illustraties bij het boek zijn - net als bij de overige delen van de serie - van de Amerikaanse schrijver en illustrator Maurice Sendak.

## Het verhaal
Kleine Beer maakt een tekening voor zijn oma. Omdat hij zelf geen tijd heeft, vraagt hij Kip om de tekening naar oma te brengen. Oma is erg blij met de tekening en vraagt Kip of zij kleine beer een kusje wil brengen, als dank voor de tekening. Kip belooft dit te doen, maar als zij onderweg andere interesses krijgt, geeft ze het kusje aan Kikker. Via allerlei dieren komt het kusje uiteindelijk eerst weer terecht bij Kip  en dan bij meneertje Das. Die geeft het kusje aan juffertje Das en juffertje Das geeft het weer terug aan meneertje Das. Kleine Beer ziet het over-en-weer gaan van het kusje en vraagt: Wat moet dat, met al die kusjes? Onmiddellijk beseft Meneertje Das dat het kusje eigenlijk voor Kleine Beer bestemd is. Hij geeft het hem. Dan gaan meneertje Das en juffertje Das trouwen. Het wordt een groot feest, waarbij Kleine Beer en al zijn vrienden aanwezig zijn.